# Hesdin-la-Forêt
Hesdin-la-Forêt est une commune nouvelle française depuis le 1er janvier 2025 dans le département du Pas-de-Calais et la région des Hauts-de-France. Elle résulte de la fusion des communes de Hesdin, Huby-Saint-Leu, Marconne et Sainte-Austreberthe. La commune est le siège de la communauté de communes des 7 Vallées.
Le beffroi de l'hôtel de ville d'Hesdin est inscrit, en 2005, au patrimoine mondial par l'Organisation des Nations unies pour l'éducation, la science et la culture (Unesco).

## Géographie

### Localisation
Localisée dans le sud-ouest du département du Pas-de-Calais, Hesdin-la-Forêt est une commune du Ternois, pays picard dans le Pas-de-Calais, de la vallée de la Canche et de la Ternoise située à 22 km à l'ouest de Saint-Pol-sur-Ternoise, à 26 km à l'est de Montreuil-sur-Mer (chef-lieu d'arrondissement), 36 km au nord d'Abbeville, et à 50 km à l'ouest d'Arras.
Les communes limitrophes sont Aubin-Saint-Vaast, Brévillers, Cavron-Saint-Martin, Contes, Grigny, Guisy, La Loge, Le Parcq, Le Quesnoy-en-Artois, Saint-Georges, Wamin, Marconnelle et Capelle-lès-Hesdin.

### Hydrographie
La commune, située dans le bassin Artois-Picardie, est drainée par quatre cours d'eau :
- la Canche, d'une longueur de 100,22 km, qui prend sa source dans la commune de Gouy-en-Ternois et se jette dans la Manche entre Étaples et Le Touquet-Paris-Plage[1] ;
- la Ternoise, d'une longueur de 41,43 km, qui prend sa source dans la commune d'Ostreville et conflue dans la Canche dans la commune d'Huby-Saint-Leu[2] ;
- le Huby-Saint-Leu, d'une longueur de 1,35 km, qui prend sa source dans la commune de Grigny et se jette dans la Ternoise au niveau de la commune[3] ;
- le Petit Saint-Leu, d'une longueur de 0,85 km, qui prend sa source dans la commune de Grigny et se jette dans la Ternoise au niveau de la commune[4].

## Toponymie
Le nom Hesdin-la-Forêt est un néotoponyme créé en 2024 et choisi par les habitants pour désigner la commune nouvelle rassemblant les communes d'Hesdin, Huby-Saint-Leu, Marconne et Sainte-Austreberthe.

### Hesdin
Hesdin est une ville forte construite en 1554 par Charles-Quint après la destruction du Vieil-Hesdin, construite sur le village de Marconne au lieu-dit « le Maisnil », à six kilomètres environ du Vieil-Hesdin.
Le nom primaire de la localité est attesté sous les formes Maisnils, Mainil au XIIe siècle ; Maisnilg en 1257 ; El Maisnil au XIIIe siècle ; Le Maisgnil en 1365 ; Le Maisnil-lez-Hesdin en 1366 ; puis sous les formes Hesdin-Fort en 1559 ; Hesdin-Fert en 1560 ; Le nouveau Hesdin en 1585 ; Esdan en 1591 ; Hédin au XVIe siècle ; Hesdain en 1685; Hesdin en 1793 et depuis 1801.
Durant la Révolution, la commune porte le nom de Le Pelletier-sur-Canche.

### Huby-Saint-Leu
Le nom de la localité d'Huby-Saint-Leu est attesté sous les formes Hubi en 1077 (D. Bét., cart. d’Auchy, p. 18), Huby en 1112 (Miræus, t. I, p. 170), Hupi en 1157 (Gall. christ., t. X, instr., col. 316), Hubui au XIIe siècle (abb. de Cercamp), Huppi en 1477 (terr. de l’hôtel-Dieu de Montreuil), Hubby en 1512 (Tassart, pouillé, f° 206 v°).
Durant la Révolution, la commune porte le nom de Mont-Blanc en 1793 (loi de brum. an II).
Le Petit-Saint-Leu est un écart de la commune.
Saint-Leu est un hagiotoponyme.

### Marconne
Le nom de la localité de Marconne est attesté sous les formes Marcona vers 1120 (D. Bét., cart. d’Auchy, p. 35), Marchone au XIIe siècle (cart. de Saint-Georges, f° 47 r°), Marchona en 1200 (D. Bét., cart. d’Auchy, p. 80), Marcoune en 1371 (ch. de Saint-Bert., n° 1788) ; Marconne en 1793 et depuis 1801.
Durant la Révolution, la commune porte le nom de Fontaine-Libre en 1793 (loi de Brumaire an II).

### Sainte-Austreberthe
Le nom de la localité de Sainte-Austreberthe est attesté sous les formes Villa Beate Austroberte sub Hesdinio (1220) ; Saincte Austroberte (1229) ; Villa Sancte Austreberte (1248) ; Saincte Osteberte (1290) ; Sancta Ostreberta, Sainte-Esteberghe (1301) ; Sainte-Autoberte (1375) ; Sainte-Austerberthe (1469) ; Sainte-Austreberthe-en-Hesdin (1507).
Sainte-Austreberthe est un hagiotoponyme qui fait référence à Austreberthe de Pavilly.
Durant la Révolution, la commune porte les noms de L'Égalité-sur-Canche et de Montagne-sur-Canche.

## Histoire
La commune est créée le 1er janvier 2025 à la suite d'un arrêté préfectoral du 16 octobre 2024 par la fusion des communes de Hesdin, Huby-Saint-Leu, Marconne et Sainte-Austreberthe. Le chef-lieu de la commune nouvelle est fixé à la mairie de l'ancienne commune de Hesdin.

## Politique et administration

### Découpage territorial
La commune se trouve dans l'arrondissement de Montreuil du département du Pas-de-Calais.

#### Commune et intercommunalités
La commune est membre de la communauté de communes des 7 Vallées regroupant 66 communes et totalisant 29 425 habitants en 2022.

#### Circonscriptions administratives
La commune est rattachée au Canton d'Auxi-le-Château.

#### Circonscriptions électorales
Pour l'élection des députés, la commune fait partie de la quatrième circonscription du Pas-de-Calais.

### Élections municipales et communautaires
Jusqu'aux prochaines élections municipales françaises de 2026, le conseil municipal de la commune nouvelle est constitué de l'ensemble des membres en exercice des conseils municipaux des quatre communes fondatrices.

#### Liste des maires
| Période        | Période                      | Identité             | Étiquette | Qualité |
| -------------- | ---------------------------- | -------------------- | --------- | --- |
| 5 janvier 2025 | En cours (au 7 janvier 2025) | Matthieu Demoncheaux | DVD       | Directeur de cabinet parlementaire Président de la CC des 7 Vallées (2020 → ) Maire d'Hesdin (2020 → 2025) |

### Communes déléguées
| Nom                 | Code Insee | Intercommunalité | Superficie (km2) | Population (dernière pop. légale) | Densité (hab./km2) |
| ------------------- | ---------- | ---------------- | ---------------- | --------------------------------- | ------------------ |
| Hesdin (siège)      | 62447      | CC des 7 Vallées | 0,93             | 2 225 (2022)                      | 2 392              |
| Huby-Saint-Leu      | 62461      | CC des 7 Vallées | 12,44            | 840 (2022)                        | 68                 |
| Marconne            | 62549      | CC des 7 Vallées | 4,18             | 1 067 (2022)                      | 255                |
| Sainte-Austreberthe | 62743      | CC des 7 Vallées | 3,71             | 362 (2022)                        | 98                 |

## Population et société

### Démographie
L'évolution du nombre d'habitants est connue à travers les recensements de la population effectués dans la commune depuis sa création.

En 2022, la commune comptait 4 494 habitants.
| 2021  | 2022  |
| ----- | ----- |
| 4 509 | 4 494 |

## Culture locale et patrimoine

### Lieux et monuments

#### Patrimoine mondial de l'UNESCO

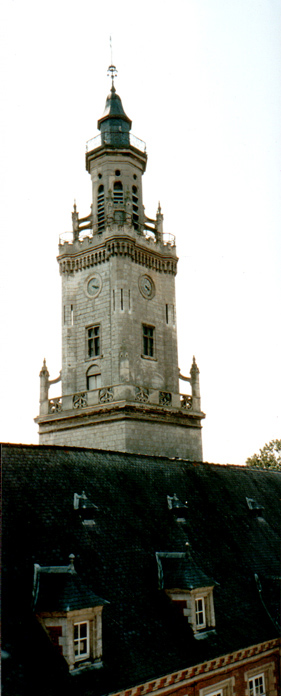
Le beffroi.

- Le beffroi est inscrit le 15 juillet 2005 au patrimoine mondial par l'Organisation des Nations unies pour l'éducation, la science et la culture (Unesco).

Très endommagé à la suite de la conquête française, il est restauré au XIXe siècle grâce à un legs de Daniel Lereuil. Le toit du clocheton (en plomb) comporte des graffitis en allemand (gravure au poignard) témoignant de la présence d'une sentinelle allemande durant la Seconde guerre mondiale. L'escalier intérieur a en partie brûlé à la suite d'un incendie provoqué par un feu d'artifice tiré depuis le toit de la mairie dans les années 1980. Le carillon a été très récemment restauré, pour un résultat très proche de la mélodie d'origine (propre à Hesdin-la-Forêt).

#### Monuments historiques

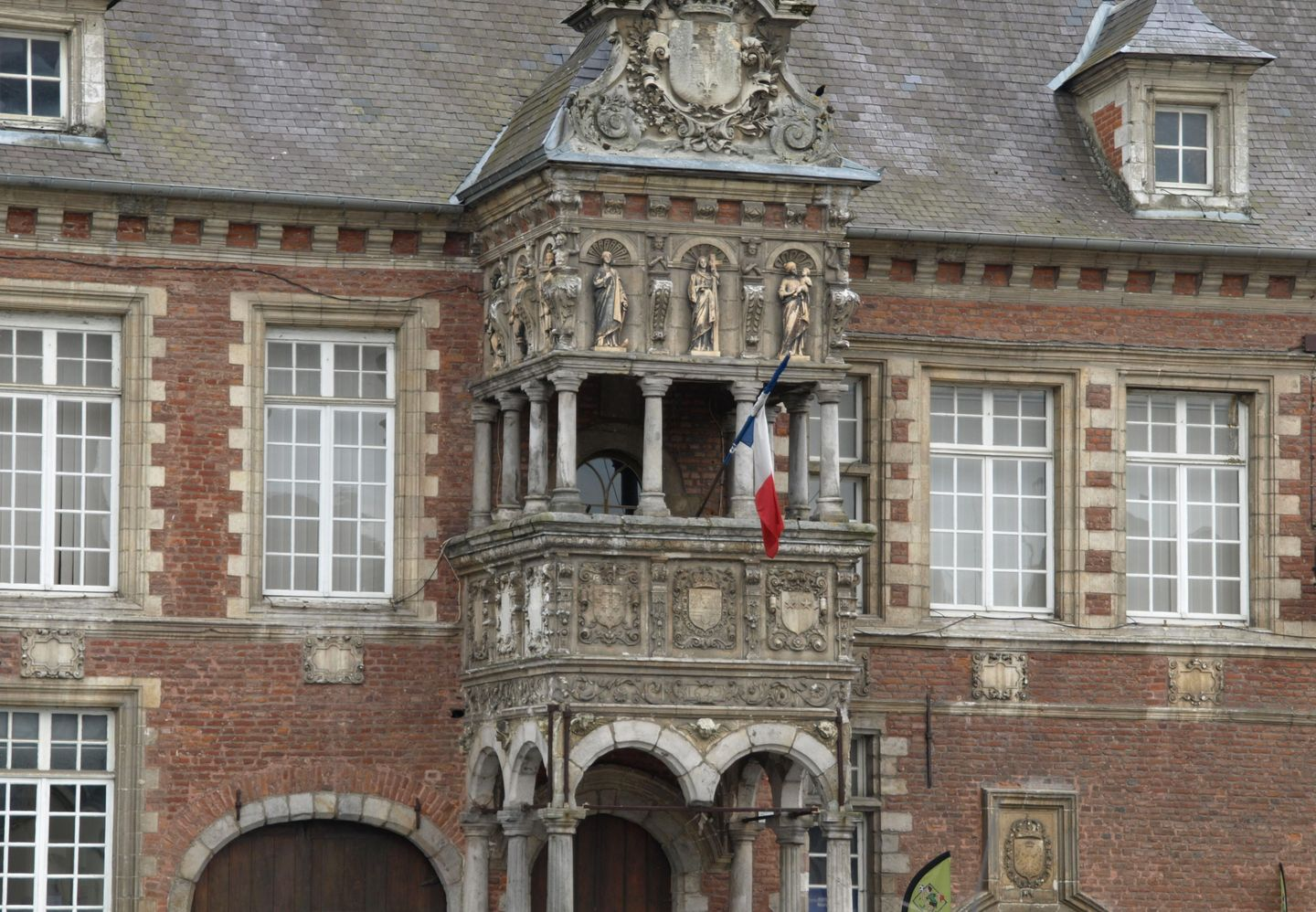
Détail de la façade de l'hôtel-de-ville (bretèche).

La commune est riche de seize monuments historiques.
- L'hôtel de ville des XVIe et XVIIe siècles, restauré au XIXe siècle grâce à un don de Pierre Lereuil, faisant l’objet d’une inscription depuis le 2 décembre 1946, comprenant une bretèche du XVIIe siècle réalisée par Jacques Bidan, Pierre Guimopre et Roussel faisant l’objet d’une inscription depuis le 10 juin 1926[11] et un beffroi faisant l’objet d’une inscription depuis le 29 novembre 2022[12].
- L'église Notre-Dame, édifiée en gothique de brique tardif jusqu'à 1554, addition d'un portail du style Renaissance en 1585, addition début XXe siècle d'une abside dite « grotte de la vierge »  (par référence à la grotte de Lourdes, et comportant de nombreux ex-voto). Parmi les tableaux, une Tête de Vierge et une Tête de Saint Jean sont attribués à Murillo. Ce bâtiment fait l’objet d’une inscription depuis le 24 janvier 1947 et le portail est classé depuis le 5 avril 1948[13].
- L'abbaye de Saint-André-aux-Bois, rue de la Paroisse et rue du Général-Tripier, datant de 1633. Ce bâtiment fait l’objet d’une inscription depuis le 28 octobre 1926[14].
- L'ancien hôtel de 1774, 17 rue du Lion-d'Or, inscrit depuis le 5 avril 1948[15].
- L'ancien hospice Saint-Jean, puis collège des Jésuites. Portail sur rue ; façades et toitures des deux pavillons qui encadrent le portail ; façades et toitures du bâtiment au fond de la cour et de son aile en retour au nord-est ; la chapelle de style néo-gothique (fin XIXe siècle conçue par Clovis Normand, sur un terrain en forme de « L » (cad. A. 878, 879) auquel elle doit son originalité : inscription par arrêté du 16 juillet 1984[16].
- L'hôtel de Songeat, de 1750, no 10 rue des Nobles, inscrit depuis le 10 avril 1948[17].
- La maison de 1775, no 4 rue des Nobles, anciennement no 2, inscrite depuis le 5 avril 1948[18].
- La maison au no 6 rue des Nobles ; anciennement no 4, façades et toitures : inscription par arrêté du 5 avril 1948[19].
- La maison au no 8 rue des Nobles ; anciennement no 6, façades et toitures : inscription par arrêté du 5 avril 1948[20].
- La maison natale de l'abbé Prévost de 1560, no 11 rue Daniel-Lereuil, inscrite depuis le 27 avril 1948[21].
- L'église Saint-Leu, inscrite au titre des monuments historiques[22] par arrêté du 5 avril 1930, église qui nécessite une réhabilitation[23].

En 2025, la volonté municipale aidée par le mémoire réalisé par Bruno Béthouart ont permis à cinq nouveaux bâtiments de l'histoire de l'ancienne ville de garnison d'être inscrits au titre des monuments historiques : la salle du Manège, le pavillon Richelieu, la caserne Tripier, l’orillon de bastion Richelieu et la maison de Clovis Normand.

#### Autres lieux et monuments

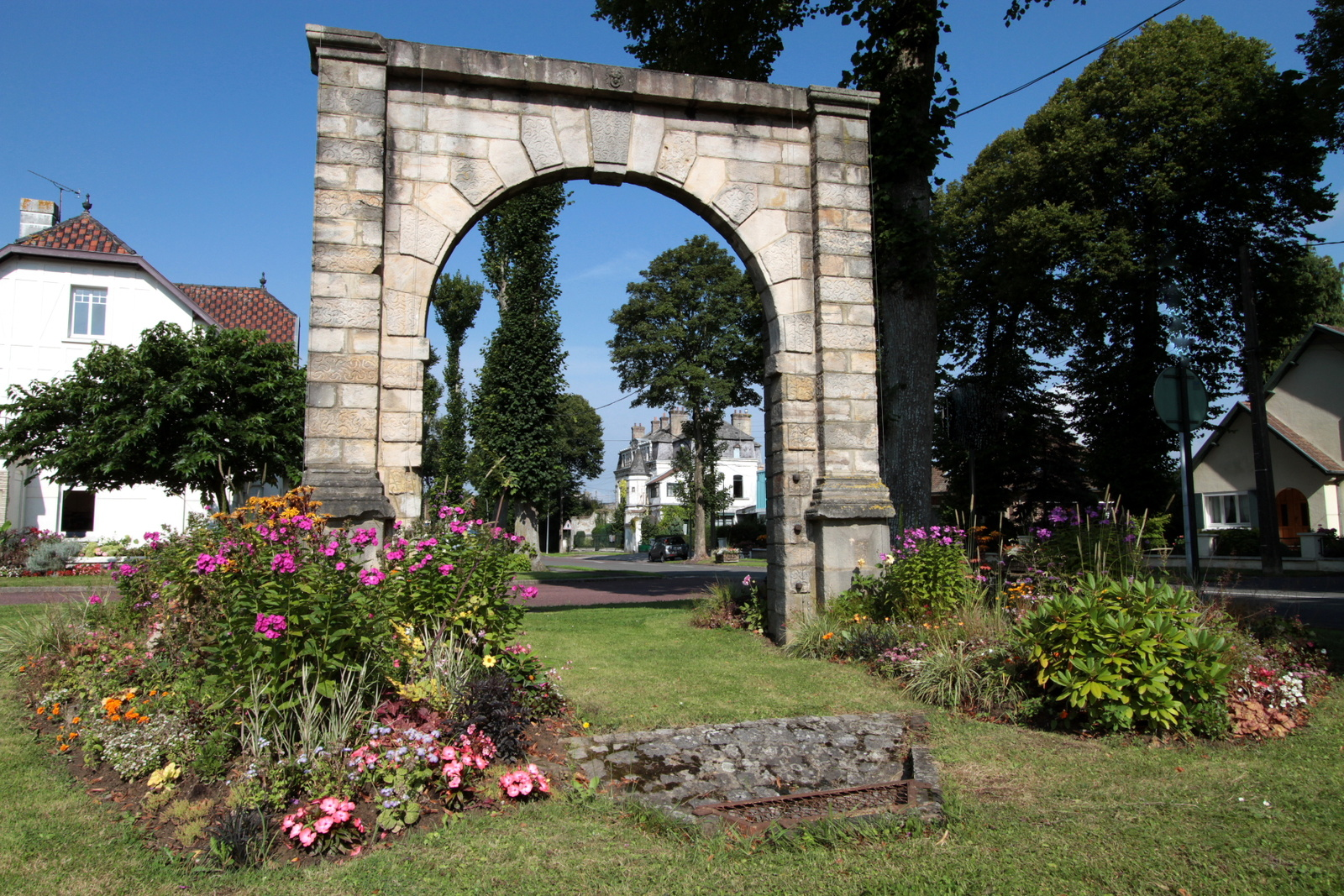
La porte d'Arras.

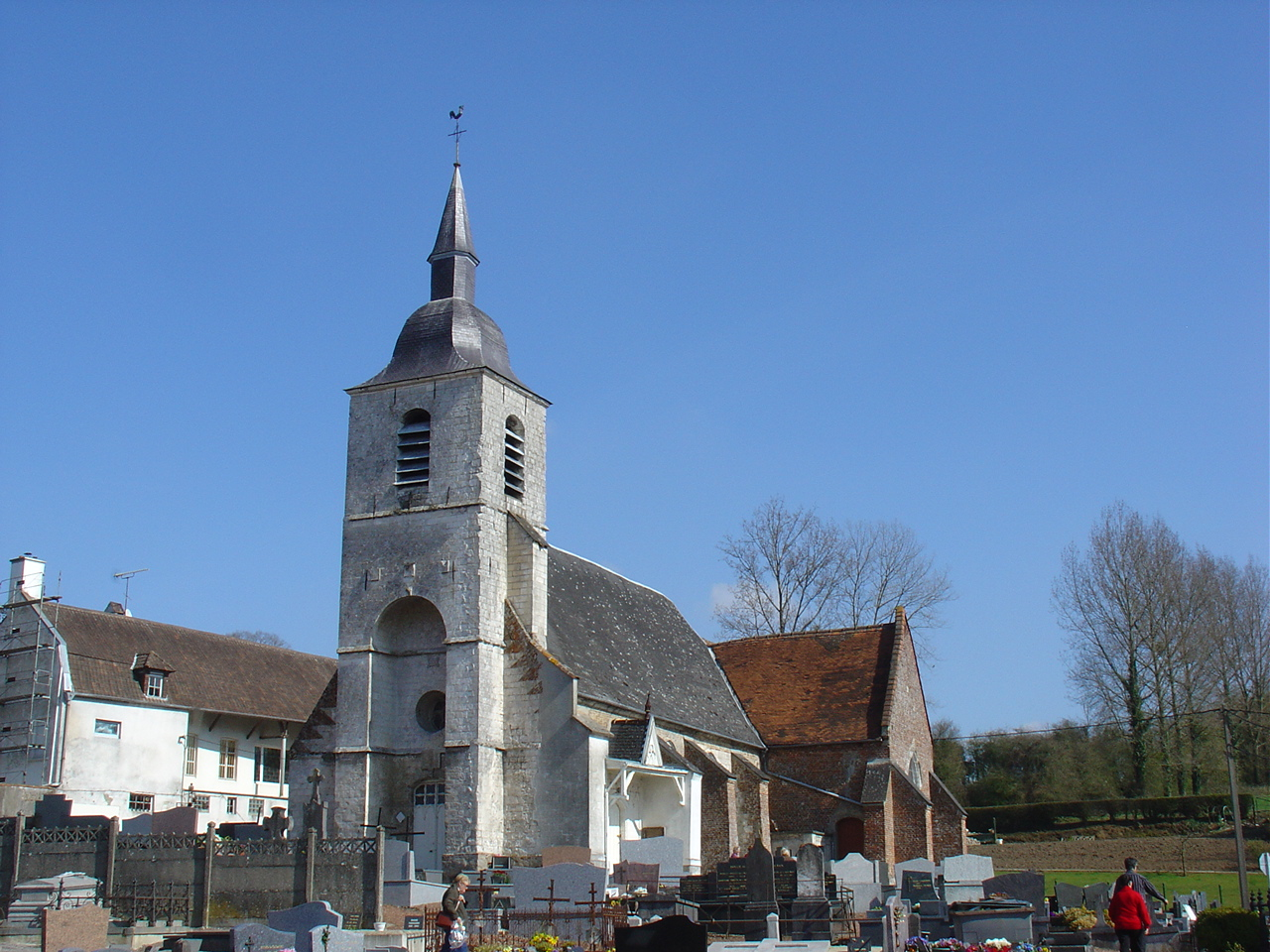
Église Saint-Maurice.

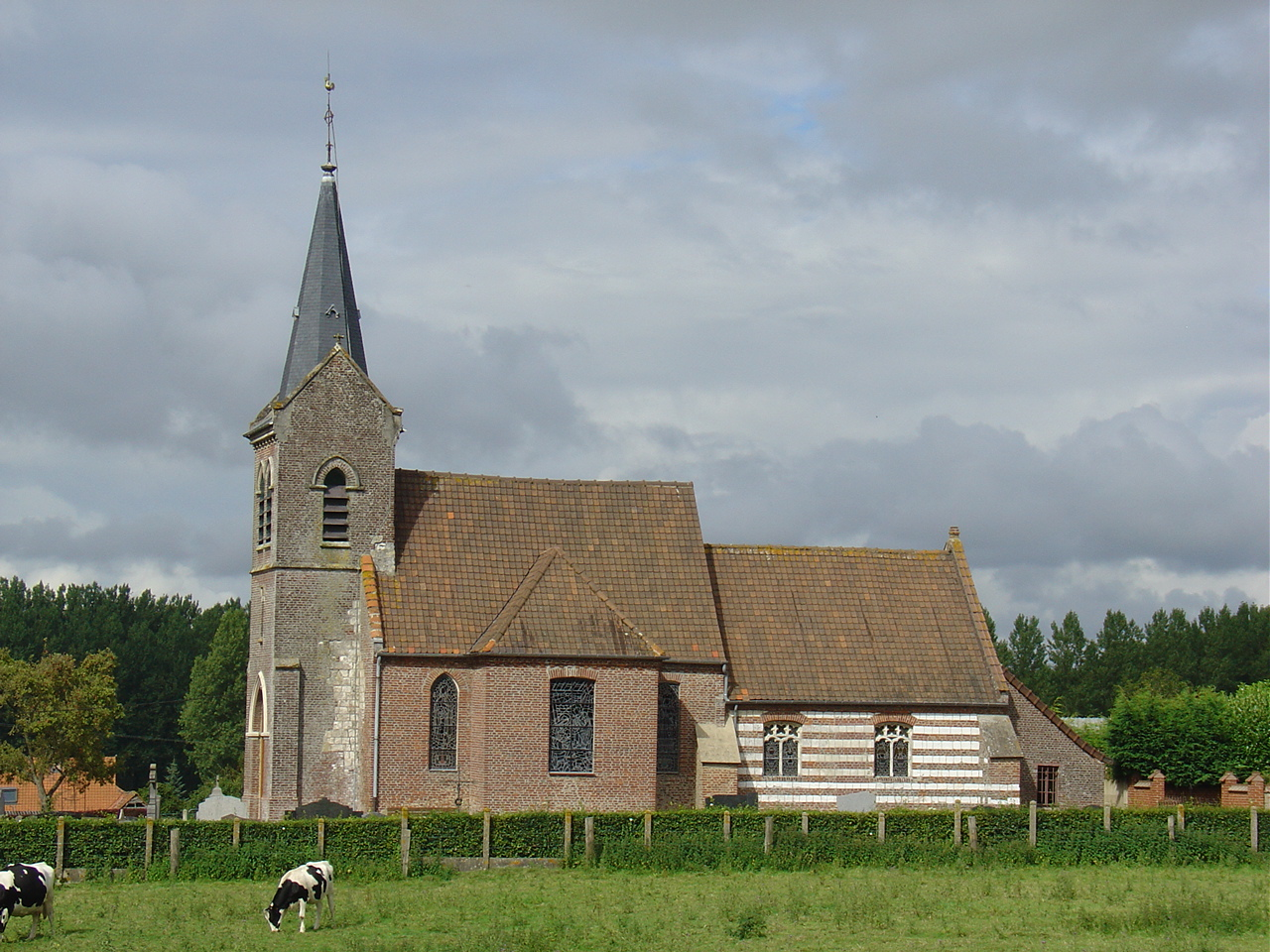
Église Sainte-Austreberthe.

- Deux maisons côte à côte rue du général Leclerc :
  - la petite maison dite « du père Brassard », ancien pavillon de l'octroi d'Hesdin, considérée comme la plus ancienne maison d'Hesdin encore debout, laissée à l'abandon depuis des décennies, et dont la restauration est en cours depuis 2015[25] ;
  - la maison de Clovis Normand, couverte de carreaux de céramiques et garnie de nombreuses sculptures, dont l'état de dégradation interdit le classement.
- Ancienne brasserie-malterie, dont le porche d'entrée indique la date de 1696, 11 rue des Nobles[26].
- Le prieuré Saint-Georges d'Hesdin[27],[28].
- Les écuries, datant du XVIIe siècle, sise au 22, rue du Manège. Centre d’art contemporain dans les années 1990, elles ont accueilli des artistes comme Raymond Mason et Sabine Weiss. À la suite d'une donation en 2023 de Roger Houzel, et après délibération du conseil municipal, les écuries deviennent propriété de la commune[29].
- La porte d'Arras, construite en 1595 à la création de la cité, démontée sous le règne de Louis-Philippe Ier et reconstruite à l'abbaye de Dommartin, démontée de nouveau en 1967 et reconstruite en 1979 à l’un des carrefours de la ville[30].
- Les deux monuments aux morts[31] d'Hesdin.
- Le monument aux morts[32] d'Huby-Saint-Leu.
- Le monument aux morts de Marconne, surmonté du Poilu au repos, statue du sculpteur Étienne Camus[33].
- Le monument aux soldats du canton morts pour la France[34].
- Le cimetière militaire[35].
- L'église Saint-Maurice: son édification aurait commencé au XVe siècle, mais le soubassement des murailles fait partie d'un édifice plus ancien. Le chœur est reconstruit au XVIIIe siècle, ainsi que sa tour-clocher. En haut du portail de l'église, figure la date de 1732 et plus bas, en peinture aujourd'hui effacée, figurait le blason de la famille de Brandt (un écu ovale avec d'azur à trois flammes d'or ombrées de gueules)[36]. Ce fut sans doute Louis-François de Brandt (1693-1738) seigneur de Marconne  qui fit bâtir la tour et le chœur[37].

### Personnalités liées à la commune
- Sainte Austreberthe (630-704). Elle fonde à Marconne un monastère et meurt le 10 février 704. Ses restes sont transportés à Montreuil où un monastère prit son nom[38].
- Jacquemart de Hesdin (vers 1355-vers 1414), peintre et enlumineur, auteur des Très Belles Heures du duc de Berry.
- Loyset Liédet (vers 1420-1479), enlumineur installé à Hesdin, œuvra pour Philippe le Bon et Charles le Téméraire.
- David Aubert (vraisemblablement né à Hesdin dans la première moitié du XVe siècle, mort après 1480), écrivain, chroniqueur et copiste pour Philippe le Bon.
- Joannes Loisel (1607-1660), chanoine régulier, maître de chant et compositeur, né dans la commune.
- Adrien Parvilliers (1619-1678), jésuite français, mort à Hesdin.
- Antoine François Prévost (1697-1763), écrivain, auteur de Manon Lescaut, né dans la commune.
- Pierre-Jean de Caux de Blacquetot (né à Hesdin en 1720, mort en 1792 à Cherbourg), général du génie de la Révolution française.
- Marie Théodore Urbain Garbé (né et mort à Hesdin : 1769-1831), général de la Révolution et du Premier Empire (nom gravé sous l'Arc de Triomphe).
- Alexandre Vincent (né à Hesdin en 1797, mort à Paris en 1868), mathématicien.
- Victor Jacquemont (1801-1832), naturaliste et explorateur.
- Irénée Faustin Fréchon, né le 28 juin 1804 à Hesdin et mort le 5 avril 1852 à Arras, homme d'église et homme politique.
- Jules Tripier (né le 10 mai 1804 à Hesdin), général de division, grand-croix de la Légion d'honneur.
- Charles Blondin  (né Jean François Gravelet à Hesdin en 1824, mort à Londres en 1897), funambule et acrobate.
- Clovis Normand (né à Hesdin en 1830, mort en 1909), architecte.
- Joseph-Élie Méric (né à Hesdin en 1838, mort en 1905), ecclésiastique et professeur à la Sorbonne.
- Henri de Saint-Delis (1878-1949), peintre, né dans la commune. Son père, militaire, était affecté à la caserne de la Frézelière du 5e régiment de dragons.
- Henri Le Fauconnier (né à Hesdin en 1881, mort en 1946 à Paris), peintre cubiste.
- Abel Poulain (1899-1969), résistant et homme politique, député et maire d'Hesdin, mort dans la commune.
- André Ryssen (1900-1946), ancien international de football, né dans la commune.
- François Dalle (né à Hesdin en 1918, mort à Genève en 2005), chef d'entreprise, PDG de L'Oréal.
- Dominique Thomas (né en 1963 à Hesdin), footballeur français ayant évolué au LOSC Lille (1983-1988 et 1989-1993) et aux Girondins de Bordeaux (1988-1989).

#### Bases de données, dictionnaires et encyclopédies
- Ressource relative à la géographie :   - Insee (communes)